# Tim Hart
Tim Hart (St Albans, 9 januari 1948 – La Gomera, 24 december 2009) was een Engels folkzanger, gitarist en dulcimer-speler.
Hart begon zijn muzikale carrière bij een schoolgroepje met de naam "The Rattfinks". Vanaf 1966 begon hij op te treden met Maddy Prior, met wie hij in 1968 en 1969 de albums Folk Songs of Olde England, Vol. 1 & 2 opnam. In 1969 leerden beiden Ashley Hutchings kennen, met wie zij hetzelfde jaar de folkrock-band Steeleye Span oprichtten.
Naast zijn werk met Steeleye Span bracht Hart in 1971 samen met Prior het album Summer Solstice uit. In 1975 ging hij met Steeleye Span op tournee doorheen de USA en Australië. In 1979 kwam Harts solo-debuut op de markt, onder de titel Tim Hart, met composities van hemzelf (op één uitzondering na). In 1982 vertrok hij dan definitief bij Steeleye Span.
Eveneens in 1982 was Hart producer van het album Eligible Bachelors van de rockband "The Monochrome Set". Het jaar daarop kwam het album Drunken Sailor & Other Kid Songs uit met verschillende Britse kinderliedjes. Om gezondheidsredenen trok hij zich in 1988 terug in La Gomera op de Canarische Eilanden en ging op rust.
In 1995 keerde hij voor korte tijd terug naar Groot-Brittannië om deel te nemen aan een concert waaraan ongeveer alle leden van "Steeleye" Span deelnamen.
In december 2008 werd longkanker bij Hart vastgesteld. Hij keerde terug naar Engeland om zich te laten behandelen en overleed in december 2009 in La Gomera, waar hij was teruggekeerd om te sterven.